# 潘宗明
潘宗明（Poon Chung Ming，1958年11月25日—），別名「阿潘」、「潘sir」。1980年代末至1990年代中為香港無綫電視節目主持人，曾主持《歡樂今宵》及《香港早晨》，並曾多次主持足球賽事的現場直播主持。
他於1970年代末畢業於荃灣官立中學，後分別於1982年及1983年畢業於柏立基師範學院和葛量洪師範學院。在加入無綫電視主持節目前曾在明愛沙田馬登基金中學任職教師。
曾於第25至第30屆，連續六屆奥林匹克运动会中為無綫電視主持及回港協助主持節目。2012年參與無綫與亞洲電視聯播的2012倫敦奧運，夥拍亞視體育節目主持徐嘉樂等一起主持節目。他主持現場直播節目時，能帶動現場歡樂的氣氛，其中一次，是他在1995年於香港大球場主持賀歲盃足球賽決賽時，成功令現場觀眾玩「人浪」，令人印象深刻。
1996年，潘宗明移民加拿大多倫多至今。現時在加拿大中文電台AM1430及新時代電視擔任節目主持。
潘宗明的太太許加恩亦是電視人，曾為無綫電視《體育世界》前資料搜集員、翡翠台和明珠台的前天氣主播。2017年潘宗明在其電台節目透露，許加恩亦是香港有線電視婦女台的創台元老。

## 演出作品

### 節目主持(無綫電視)
- 球迷世界
- 體育世界
- 香港早晨
- 寰宇風情
- 歡樂今宵（1990-1994）
- K-100
- 1990年：電視先鋒群星會
- 1992年：星晨寰宇奇觀大挑戰
- 1993年：開心動物奇觀
- 1993年：新華旅遊輕輕鬆鬆世界通
- 1994年：周五紅人館
- 1995年：周三紅friend區
- 1995年：三峽狀元爭霸戰
- 1995-1996年：六六無窮
- 亞運會
- 世界盃
- 巴塞隆拿奧運
- 亞特蘭大奧運
- 悉尼奧運
- 雅典奧運
- 北京奧運
- 倫敦奧運

### 節目主持(新時代電視)
- 大城小聚
- 魅力凝聚新時代
- 新秀歌唱大賽多倫多選拔賽
- 世界盃

## 外部連結
- 加拿大中文電台主持檔案──潘宗明 （页面存档备份，存于）